# Сарт
 Тази статия е за реката във Франция.  За департамента вижте Сарт (департамент).  
Сарт (на френски: Sarthe) е река в Северозападна Франция (департаменти Орн, Сарт и Мен и Лоара), лява съставяща на Мен (десен приток на Лоара). Дължина 313 km, площ на водосборния басейн 16 374 km²..

## Географска характеристика
Река Сарт води началото си на 253 m н.в., от централната част на възвишението Перше, в източната част на департамента Орн. Тече основно в южна посока през северната част на обширната Лоарска низина в широка и плитка долина, с бавно и спокойно течение и множество меандри. В град Анже (департамент Мен и Лоара), на 10 m н.в. се слива с идващата отдясно река Майен и двете заедно дават началото на късата (15 km) река Мен, десен приток на Лоара.
Водосборният басейн на Сарт обхваща площ от 16 374 km², което представлява 77,26% от водосборния басейн на Мен. Речната ѝ мрежа е едностранно развита, с по-големи и по-пълноводни леви притоци и по-къси и маловодни десни. На запад водосборният басейн на Сарт граничи с водосборния басейн на рекя Майен (дясна съставяща на Мен), на север и североизток – с водосборните басейни на реките Орн и Сена, вливаща се в Атлантическия океан, а на югоизток и юг – с водосборните басейни на реките Брен, Отьон и други по-малки, десни притоци на Лоара.
Основни притоци:
- леви – Орн Сануаз (53 km, 522 km²), Юин (164 km, 2404 km²), Лоар (311 km, 8294 km²);
- десни – Вегър (85 km, 401 km²), Евър (72 km, 380 km²).

Река Сарт има предимно дъждовно подхранване с ясно изразено зимно-пролетно (от декември до март) пълноводие в резултат от обилните валежи през сезона и лятно (от юли до септември) маловодие. Среден годишен отток в устието 85 m³/sec.

## Стопанско значение, селища
Сарт има важно стопанско и иригационно значение. В горното и средното течение част от водите ѝ се използват за промишлено и битово водоснабдяване, а в долното – за напояване.
Долината на реката е гъсто заселена, като най-големите селища са градовете: Льо Мел и Алансон (департамент Орн), Бомон, Льо Ман, Ла Сюз и Сабле сюр Сарт (департамент Сарт), Тиерсе и Анже (Мен и Лоара).